# Nemzeti Újjászervezési Folyamat
A Nemzeti Újjászervezési Folyamat (spanyolul: Proceso de Reorganización Nacional) az Argentínában 1976 és 1982 között fennálló katonai diktatúra hivatalos neve. A katonai juntára Argentínában több néven is szoktak hivatkozni: legutóbbi katonai junta, legutóbbi katonai diktatúra, illetve legutóbbi polgári-katonai diktatúra, mivel az ország történelemben több katonai junta is fennállt.

## Háttér
Az argentin hadsereg mindig is jelentős befolyással rendelkezett az ország belpolitikájában, az ország történelmében pedig többször is létrejött katonai rezsim. Juan Perón argentin elnök az 1943-as puccs nyomán került hatalomra ezredesként. Igazságosság néven új elveket − nacionalista, harmadik utas politikát − követett, mely alternatívát kívánt nyújtani a kapitalizmus és kommunizmus mellett. Perón három cikluson át volt hivatalban, majd hatalmát az 1955-ös felszabadítási forradalom nevű puccs döntötte meg.
Gyenge kormányok sorozata és katonai kormányzások után, Juan Perón 1973-ban tért vissza, 18 év után a Francoista Spanyolországban töltött száműzetéséből. Ez idő alatt nőtt a politikai feszültség, elégedetlenség, nőtt a megosztottság a perónista mozgalmon belül, és megerősödött a politikai erőszak. Visszatérését beárnyékolta az ezeizai mészárlás, amelynek során baloldali perónista szimpatizánsokra nyitottak tüzet szélsőjobboldali terroristák.
Ezt követően Juan Perónt még abban az évben választották meg elnöknek, ám 1974. júliusában meghalt. Perón alelnöke és harmadik felesége, Isabel Perón került a hatalomra. Perón asszony gyenge vezető volt és elnöksége alatt elszabadult a politikai erőszak: a Peronizmus szélsőbaloldali szárnyából alakult Montoneros gerillaszervezet számos emberrablást és bombázást hajtott végre. A rendőrség és a hadsereg erőszakkal válaszolt a merényletekre. Valamint szélsőjobboldali paramilitáris csoportok is beszálltak az erőszakhullámba, mint a José Lopez Rega – Peron jóléti minisztere és a P2 páholy tagja –  által alapított Argentín Antikommunista Szövetség  halálosztag.
A helyzet Perón asszony hatalmának megdöntése után 1976-ban még rosszabbra fordult.

## Piszkos háború

### Állami terrorizmus
A piszkos háború néven ismertté vált időszak Jorge Rafael Videla vezette katonai diktatúra idején volt, amikor is állami terrorizmus révén megfélemlítettek, elraboltak, bántalmaztak és megöltek rendszerellenesnek tartott és vélt embereket. A mai napig az Eltűnt Személyek Nemzeti Bizottsága 8961 eltűnt személyt, desaparecidoszt (magyarul: eltűnt, vagy erőszakkal eltűnt) tart nyilván. Egyes jelentések szerint a valós szám, ennél is magasabb lehet, ugyanis számos esetről nem készült hivatalos jelentés illetve a katonai junta bukása előtt hónapokkal, eltűnt személyekről szóló iratokat semmisített meg a rezsim.  Számos emberi jog sértés történt a korszakban.  Az "eltűntek" között számos terhes nő volt, aki fogságban, embertelen körülmények között szülte meg gyermekét a titkos börtönökben. Az itt született gyerekeket illegálisan adták örökbe katonai családoknak illetve a rendszerhez hű családoknak. Az anyákat jellemzően megölték. Több ezer foglyot tették fel repülőkre begyógyszerezve, majd meztelenre vetkőztetve levetették őket a Rio de la Platába vagy az Atlanti-óceánba, ami miatt halál repülőknek nevezték az ilyen repülőket.
A rezsim felszámolta a sajtószabadságot, a véleménynyilvánítás szabadságát és cenzúrát vezetett be a sajtóra emellett feloszlatta a törvényhozást. Az 1978-as labdarúgó-világbajnokságot, amit Argentína rendezett és nyert meg, a junta propaganda célokra használt fel.

### Kisebbségek elleni kegyetlenkedés
A diktatúra ideológiájában sokat örökölt a náciktól, amely eleve kizárta, hogy sokszínű társadalomban gondolkodjon. Emiatt számos embert elnyomtak, akik származásuk (bennszülöttek, zsidók), szexuális irányultságuk (melegek, leszbikus, transzneműek) és hitbeli meggyőződésük miatt (ateisták, Jehova tanúi) nem feleltek meg a rendszer ideológiai szempontjainak.
Ezekkel a kisebbségekkel szemben különösen kegyetlen volt a rendszer. A homoszexuálisokat üldözték a rendőrség és a rezsim emberei elrabolt többüket közülük és titkos börtönökbe vitte, valamint a zsidók közül is több embert vittek börtönbe.
Korrupció, a gazdasági visszaesés és a rezsim elnyomása miatti növekvő közfelháborodás valamint a Falkland-szigeteki háború elvesztése, teljesen aláásta a rezsim tekintélyét. Ennek következtében az utolsó, de facto elnök Reynaldo Bignone választásokat tartott, mivel a hadseregen belül csökkent a népszerűsége. 1983. október 30-án tartották meg a választásokat, amit Raúl Alfonsín nyert meg és december 10-étől Argentína demokratikusan megválasztott elnöke lett. Vezetésével visszaállították a demokráciát.

## Ellenállás

### Az "eltűntek" anyái és nagyanyái
Az egyik legfőbb ellenállás a Plaza de Mayo-i anyák voltak, akik a desaparecidosok, vagyis a hivatalosan "eltűntnek" nyilvánított emberek anyái voltak és rendszeresen tüntettek és válaszokat követeltek gyermekeik hollétéről és helyzetéről.  A csoport tagjai ellen az argentin hadsereg több megtorlást és véghez vitt, Alfredo Astiz vezetésével. Számos anyát elraboltak, bántalmaztak, kínoztak és öltek meg.
A csoport a mai napig tart tüntetéseket, ahol a már nagymama korba lépett egykori anyák tüntetnek gyermekeik holléte miatt. 

## Gazdaságpolitika
Jorge Rafael Videla a puccsal egy összeomló gazdaságot vett át elszálló inflációval. A gazdaságpolitikát nagyrészt rábízta José Alfredo Martínez de Hoz gazdasági miniszterre, aki a szabadkereskedelem híve volt és neoliberális, deregulációss gazdasági intézkedéseket vezetett be.
Martínez de Hoz intézkedéseivel gazdasági növekedésre akarta serkenteni az ország gazdaságát, hátat fordított a peronizmusnak, hogy szabadkereskedelmi gazdaság legyen. A gazdaság intézkedések mérsékelten voltak sikeresek. Személyes barátság kötötte David Rockefellerhez, a Chase Manhattan Banknál és a Nemzetközi Valutaalapnál járt közben, hogy 1 milliárd dolláros kölcsönhöz jusson a junta. Felszámolta teljesen a hatósági árakat és a valutakeretet. A feketegazdaság és az áruhiány teljesen eltűnt.
A külföldi adósság négyszeresre nőtt és a gazdagok és szegények közti szakadék élesebb lett. A miniszterségének a végén tízszeresen leértékelődött a peso a dollárral szemben.
Viola elnök Lorenzo Sigautot nevezte ki pénzügyminiszternek 1981. áprilisában, akiről rövidesen kiderült, hogy Martínez de Hoz intézkedéseinek bizonyos elemeit akarta megtartani, de Sigaut felszámolta a lebegő árfolyamrendszert és leértékelte a pesót a dollárral szemben. Az intézkedés recessziót hozott, ami alapvetően megrengette Viola elnök hatalmát. Emiatt leváltotta Sigautot és helyébe Roberto Alemann kiadót, közgazdászt nevezte ki gazdasági miniszternek, aki a fiskális konzervativizmus híve volt. Alemann egy mély recesszióban sínylődő gazdaságot örökölt meg, amelyek Martínez de Hoz intézkedései miatt keletkeztek.
Alemann megvágta a közkiadásokat, állami tulajdonban levő iparágakat adtak el , szigorú monetáris politikát vezetett be és befagyasztották a béreket. Ekkoriban 130%-os infláció volt.
Az Argentin Jegybank kiadta az 1050. számú jegyzéket, ami arról vált ismertté, hogy ezzel az alapkamatot a dollár árfolyamához rögzítették. Ezzel az intézkedéssel azonban, tovább mélyült a válság: 5%-kal esett vissza a GDP, a beruházások 20%-kal év végéig.
1982-ben immáron Reynaldo Bignone vezetése alatt Domingo Cavallót nevezték ki jegybankelnöknek. Cavallo megörökölt egy olyan külföldi adósság-részletfizetési garanciaprogramot, amellyel megtudtak védeni nagy összegű magánadósságot, ami a pesót árfolyamát bedöntötte volna. Ami viszont államkincstárnak komoly kiadás volt. Ellenőrzéseket vezetett be a jegybank felett, mint a kifizetések indexálását. Ezzel a lépéssel érvénytelenítették az 1050-es jegyzéket, ami miatt a bank szektor ellene fordult. Cavallót augusztusban leváltották.
Juán Gonzalez del Solart 1982-ben nevezték ki új jegybankelnöknek, aki egyben a junta utolsó jegybankelnöke is volt. Számos, Cavallo alatt bevezetett ellenőrzéseket visszavont, a jegybank dollár milliárdnyi összeget helyezett át magán adósságba és megakadályozta, az ekkor már gyűlölt 1050-es jegyzéket nem állította vissza.
A junta hat éve alatti szakaszos bérbefagyasztással, több mint 40%-kal csökkent a bérek értéke Peron hivatali idejéhez képest, amely miatt nőtt a munkások elégedetlensége. Bignone elnöksége ugyan helyreállította a szólásszabadságot, a gyülekezési jogot és a sztrájk jogot, amivel egyre gyakoribbak lettek a sztrájkok. Különösen aktív volt Argentína legnagyobb szakszervezeti uniójának, a Munkások Általános Konföderációjának elnöke: Saúl Ubaldin. Az újabb gazdasági miniszter Jorge Wehbe bankár, két ütemben, hajtott végre béremeléseket 1982 végén.

## Külpolitika

### USA
Az Egyesült Államok katonai segítséget nyújtott a juntának, a piszkos háború kezdetén Hery Kissinger külügyminiszter hagyta jóvá, hogy a rendszer vélt vagy valós ellenfelei ellen politikai elnyomást alkalmazzon a junta.
Az USA Kongresszusa megszavazta a Gerald Ford adminisztráció 50 millió dolláros segélyét, amit a junta biztonsága miatt utaltak. 1977 és 1978 között az USA 120 millió dollár értékeben adott el katonai eszközöket Argentínának valamint az USA védelmi minisztériuma 700 ezer dollárnyi összeget költött 217 argentin katona kiképzésére.
1978-ban Jimmy Carter elnöksége alatt csökkentették a védelmi kiadásokat.
Az amerikai-argentin kapcsolatok jelentősen megjavultak Ronald Reagan elnöksége alatt, amely azt állította, hogy a Carter-kormányzat meggyengítette az USA diplomáciai kapcsolatait a hidegháború argentínai szövetségeseivel, felszámolta az USA részvételét a junta emberjogi sértéseiben.
Azonban a Falkland-szigeteki háború az USA a britek pártján állt, így megromlott Argentínával a viszonya.

### Szovjetunió
A Videla tábornok vezette junta hivatalos antikommunista álláspontja ellenére kiterjedt kereskedelmi és diplomáciai kapcsolatban állt a Szovjetunióval. 1977. augusztusában államközi szerződést kötött egymással Argentína és Szovjetunió. A Szovjetunió 1977-ben az ENSZ-ben leszavazta azt a javaslatot, hogy az Emberjogi Bizottság Argentína ellen vizsgálatot indítson. 1980 és 1981 között a Jimmy Carter-adminisztráció Argentína ellen akart vizsgálatot indítani ugyanennél a bizottságnál, amit eleinte Kuba leszavazott, majd maga mellé állított más országokat és 1981-ben Románia és Szovjetunió is elutasította újból az ENSZ-ben a vizsgálatot.
A Falkland-szigeteki háború alatt, amikor az Egyesült Államok hátat fordított a rezsimnek és a briteket támogatta, a junta fontos nemzetközi szövetségestől, fegyverszállítótól és hitelezőtől esett el. Ennek fényében Argentína hamarosan diplomáciai segítséget kapott szocialista országoktól és szovjet műholdakat adtak a brit flotta mozgásának nyomon követésére.